# كانديا تراوري
كانديا تراوري (بالفرنسية: Kandia Traoré)‏ ، من مواليد 5 يوليو 1980 في أبيدجان في ساحل العاج ، لاعب كرة قدم ساحل عاجي.
و هو يلعب مع منتخب ساحل العاج لكرة القدم.

## روابط خارجية
- كانديا تراوري على موقع الاتحاد الدولي (مؤرشف)  (الإنجليزية)
- كانديا تراوري على موقع رابطة كرة القدم الفرنسية للمحترفين (الإنجليزية)
- كانديا تراوري على موقع قاعدة بيانات كرة القدم.إي يو (الإنجليزية)
- كانديا تراوري على موقع ليكيب (الفرنسية)
- كانديا تراوري على موقع ناشيونال فوتبول تيمز (الإنجليزية)
- كانديا تراوري على موقع كووورة